# Alstroemeria landimana
Alstroemeria landimana este o specie de plante monocotiledonate din genul Alstroemeria, familia Alstroemeriaceae, descrisă de Pierfelice Ravenna. Conform Catalogue of Life specia Alstroemeria landimana nu are subspecii cunoscute.